# Porvenir (libro)
Porvenir es un conjunto de diecisiete relatos del escritor Iban Zaldua, traducidos al castellano desde la obra original en euskera: Etorkizuna. Son narrados con un tono humorístico donde los protagonistas van desde princesas de cuento, hasta divorciados pasando por detectives, científicos entre otros, donde también es protagonista la situación política del País Vasco. La obra ganó el premio Euskadi de Literatura en el año 2006 y fue publicada por la editorial Lengua de Trapo.